# Creuse
La Creuse (/kʁøz/) è un dipartimento francese della regione Nuova Aquitania. Confina con i dipartimenti dell'Indre a nord, dello Cher a nord-est, dell'Allier a est, del Puy-de-Dôme a sud-est, della Corrèze a sud e dell'Alta Vienne a ovest.
Oltre al capoluogo Guéret, è da ricordare la città di Aubusson.